# Gastone Gambara
Gastone Gambara (10 de Novembro de 1890 - 27 de Fevereiro de 1962) foi um General Italiano que participou da Primeira Guerra Mundial e da Segunda Guerra Mundial. Ele destacou-se durante a intervenção italiana em favor dos nacionalistas na Guerra Civil Espanhola. Durante a Segunda Guerra Mundial, ele teve um papel destacado durante a Campanha Norte-Africana e a repressão dos partisans na Campanha da Iugoslávia.
Nascido em Imola, ele lutou na Primeira Guerra Mundial. Ele era o chefe de gabinete de Bastico na Etiópia.
Em Novembro de 1938 foi nomeado comandante do Corpo Truppe Volontarie, o Corpo Italiano que lutou na Guerra Civil Espanhola. Foi comandante em chefe do Cuerpo de Ejercito Legionario durante a Ofensiva da Catalunha, e na ofensiva final da Guerra Civil Espanhola. Em 30 de Março, as suas tropas ocuparam Alicante 
Durante a Segunda Guerra Mundial, ele lutou na França, na Líbia e na Iugoslávia e depois do Reino de Itália ter-se juntado aos aliados, ele tornou-se o chefe do estado-maior geral de Graziani na República de Salò. Depois da guerra, a Iugoslávia exigiu a sua extradição para que fosse julgado por crimes de guerra, mas a Itália recusou.